# Jean Bernon
Pour les articles homonymes, voir Bernon.
Pas d'image ? Cliquez ici

a Compétitions nationales et continentales officielles uniquement.

b Matchs officiels uniquement.
Jean Bernon, né le 4 juin 1893 à Toulouse et mort le 13 janvier 1960 à Marseille, est un joueur international français de rugby à XV.

## Biographie
Jean Bernon naît le 4 juin 1893 à Toulouse.
Jean Bernon a joué aux postes de deuxième ligne et de pilier pour le Stade toulousain, le Toulouse OEC, le FC Lourdes, l'AS Montferrand, le FC Lyon et l'US Berthelot à Lyon.
Il a également été sélectionné à deux reprises en équipe de France dans le Tournoi des Cinq Nations, l'un en 1922 et l'autre en 1923.
Il meurt le 13 janvier 1960 à Marseille,.